# Herbert Sumney
Herbert Clayton Sumney (Malta, 11 marzo 1870 – Omaha, 21 novembre 1935) è stato un golfista statunitense.

## Carriera
Sumney partecipò al torneo individuale di golf ai Giochi olimpici di Saint Louis 1904, in cui giunse quarantesimo a pari merito con Arthur Hussey.